# Jean II de Gaète
Jean II de Gaète  (mort en  963) fut  duc de Gaète associé à son père Docibilis II de Gaète et à son grand-père Jean Ier à partir de 933 puis seul souverain à la mort du premier en 954.

## Biographie
Sa mère Orania, est issue de la noblesse napolitaine. À partir de 934, il gouverne comme co-régent de son père après la mort de son grand-père. Pendant son règne, il agrandit le palais édifié par ses ancêtres et lui adjoint plusieurs églises. Aux côtés de son épouse Théodenand, il fait d'importantes donations à l'église des saints Théodore et Martin. Cependant, il affaiblit sa principauté en la divisant lorsqu'il reconnaît son frère Marinus comme duc de Fondi, sans doute du fait de la volonté de son père et en accordant l'église Saint-Erasmes de Formia à son frère Léon. Il ne désigne pas de souverain associé et, à sa mort, il a comme successeur son frère cadet Grégoire en 962 ou 963.

## Sources
- (it) Cet article est partiellement ou en totalité issu de l’article de Wikipédia en italien intitulé « Giovanni II di Gaeta » (voir la liste des auteurs).
- (en) F.M.G. LORDS of GAETA, DUKES of GAETA 867-1032 (FAMILY of DOCIBILIS).